# AIKA Online
AIKA Online je free MMORPG hra, vydána společnostmi Gala, Inc. a HanbitSoft. Hra je distribuována prostřednictvím portálů gPotato patřící společnosti Gala, Inc.

## Informace o hře
Příběh hry se odehrává ve fantasy světě Arcane, který vytvořila bohyně Aika. Ústředním motivem hry je boj proti démonovi Zerecasovi, který se rozhodl ovládnout celý svět Arcane. Aika vytvořila další bytosti Prans, které po boku hráčů mohou proti Zerecasovi bojovat.
Hra se dělí pouze na povolání (classy) a hráč si vybere co chce být a zvolí si, zda chce hrát za ženskou nebo mužskou postavu. Od toho se odvíjí jeho povolání.
- Melee fighter
  - Warior (muž)
  - Paladin (žena)
- Ranged damage
  - Rifleman (muž)
  - Dual gunner (žena)
- Spellcaster
  - Warlock (muž)
  - Cleric (žena)

### Rasy
Ve hře jsou rasy: Alethius, Feonir, Lenart, Vanov a Ostyrion. Každá rasa má svůj vlastní příjezd do světa Arcane, ale všechny rasy sdílejí stejnou mapu a mohou plnit stejné úkoly (questy). Rasu si hráči v AIKA Online nevybírají ještě před zahájením hry, ale až po splnění úkolu na desáté úrovni. Tehdy se stávají příslušníky jedné z národností.